# Glee

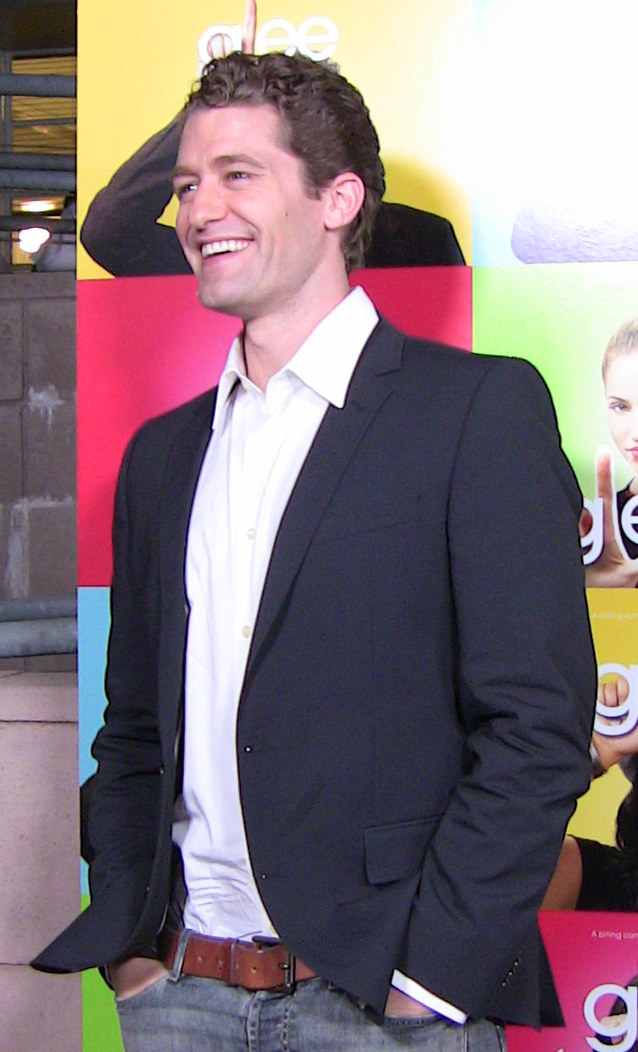
Matthew Morrison grał nauczyciela hiszpańskiego i kierownika chóru, Willa Schuestera

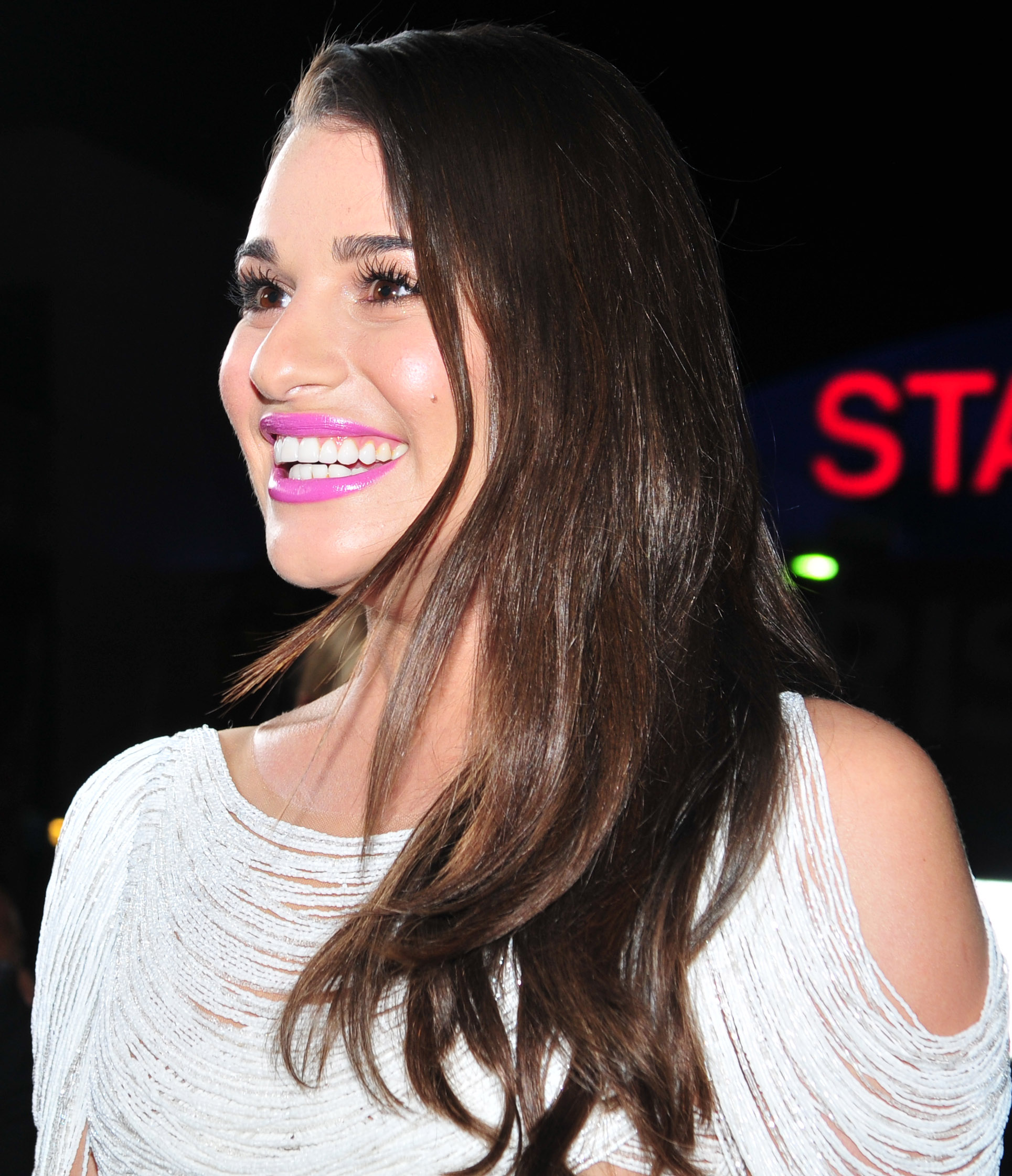
Lea Michele występowała jako utalentowana i ambitna gwiazda szkolnego chóru

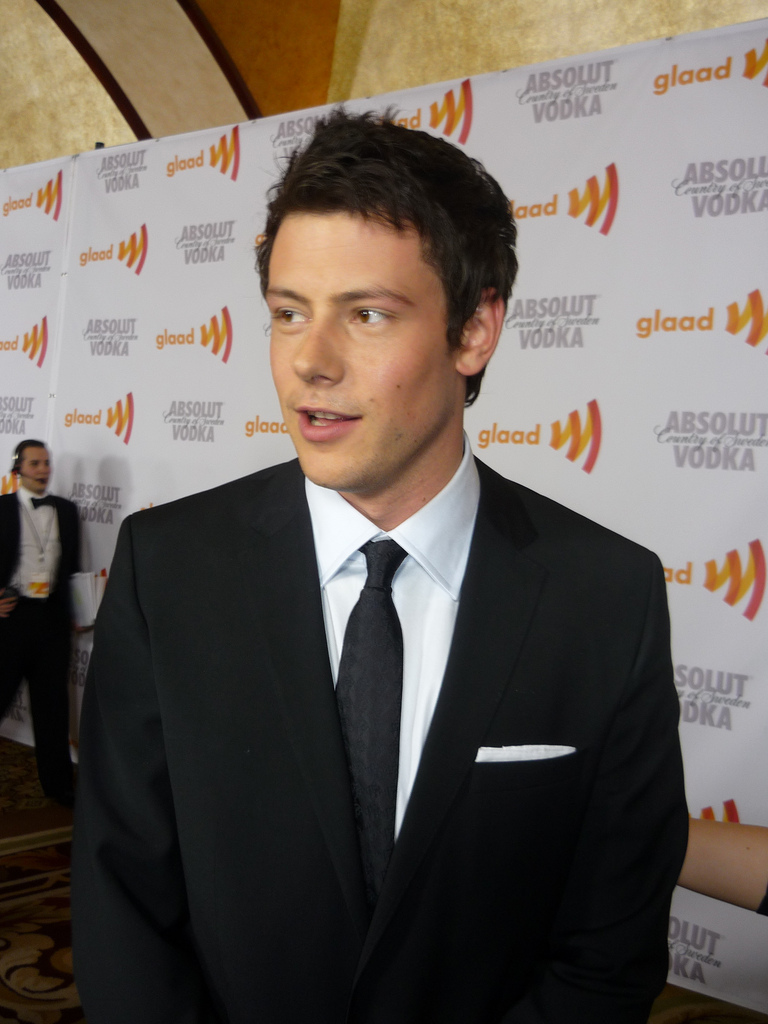
Cory Monteith grał przystojnego futbolistę oraz członka chóru

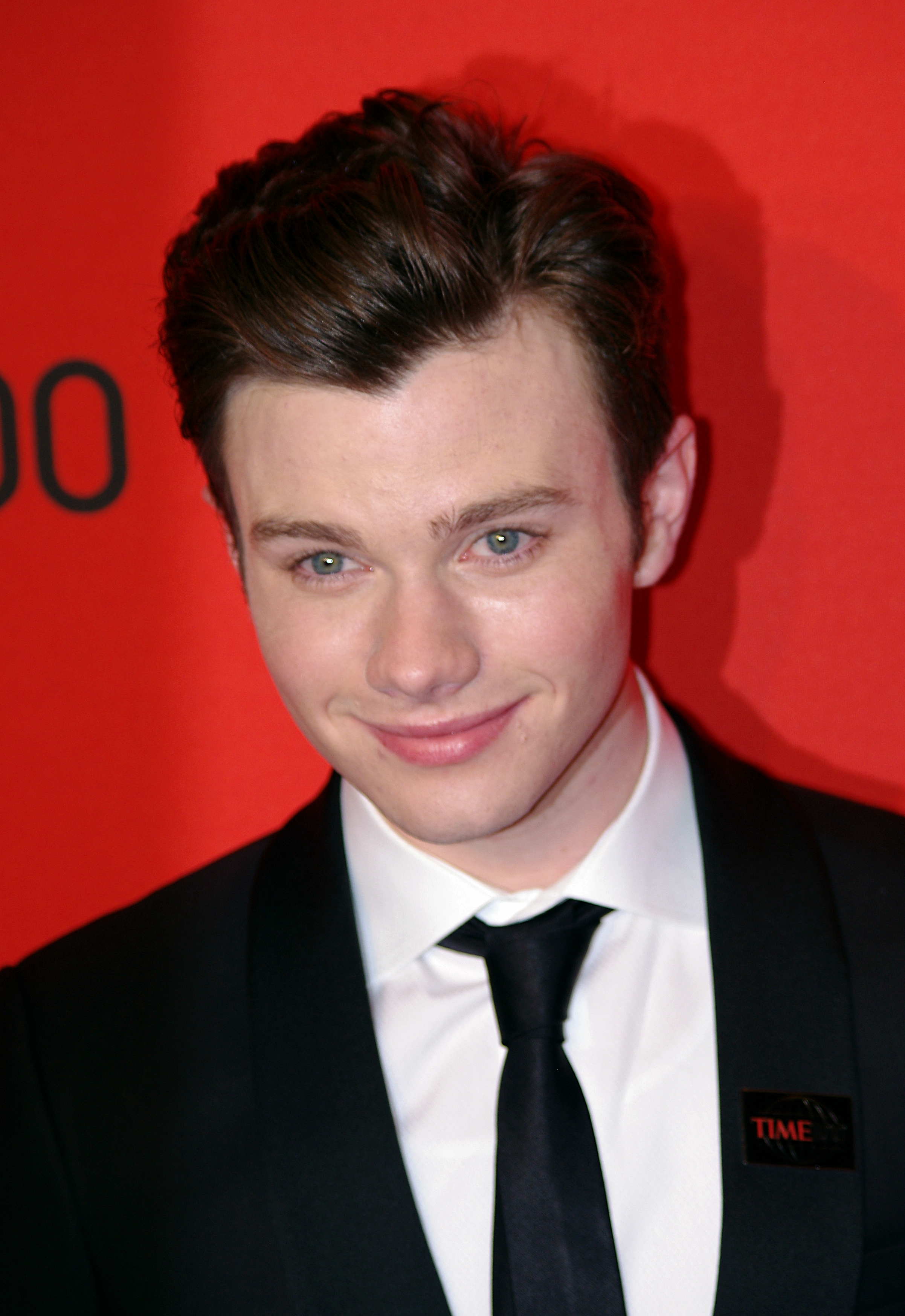
Chris Colfer wcielał się w rolę homoseksualnego chórzysty

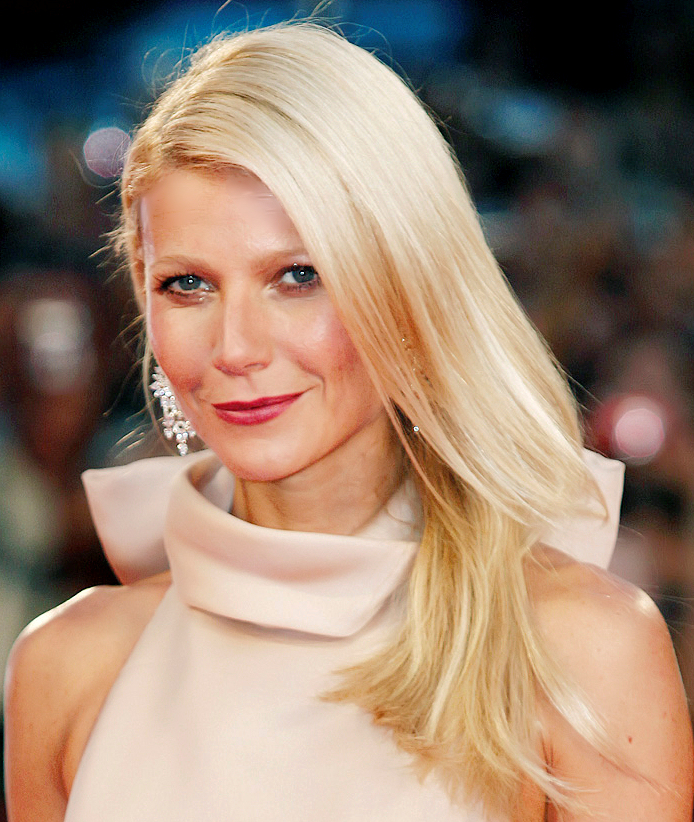
Gwyneth Paltrow za gościnną rolę Holly Holiday otrzymała w 2011 r. swoją pierwszą nagrodę Emmy

Glee – amerykański musicalowy serial telewizyjny (komediodramat), emitowany przez stację Fox od 19 maja 2009 do 20 marca 2015 roku. Koncentrował się na życiu młodych ludzi, którzy śpiewają wspólnie w szkolnym chórze w fikcyjnym liceum imienia Williama McKinleya w Limie w stanie Ohio. Opiekę nad chórem przejmuje nauczyciel języka hiszpańskiego, postanawiający przywrócić licealnemu klubowi dawną świetność. W swojej tematyce Glee skupiał się na zagadnieniach z dziedziny socjologii i nauk społecznych, przede wszystkim na seksualności, kwestiach rasowych, związkach emocjonalnych czy pracy grupowej. Na zespół bohaterów, który w kolejnych sezonach powiększano lub zmniejszano, wstępnie składali się: przewodzący chórowi nauczyciel Will Schuester (w tej roli Matthew Morrison), trenerka cheerleaderek Sue Sylvester (Jane Lynch), pedagog szkolna Emma Pillsbury (Jayma Mays), żona Willa Terri (Jessalyn Gilsig) oraz ośmioro członków chóru (Lea Michele, Cory Monteith, Chris Colfer, Dianna Agron, Amber Riley, Kevin McHale, Jenna Ushkowitz, Mark Salling).
Twórcami serialu są Ryan Murphy, Brad Falchuk oraz Ian Brennan; ostatni z nich planował pierwotnie realizację Glee jako pełnometrażowego filmu. Trio napisało wszystkie odcinki pierwszego i drugiego sezonu serialu, a Murphy i Falchuk służyli początkowo za reżyserów. Pilot serialu wyemitowano 19 maja 2009, na cztery miesiące przed premierą drugiego odcinka, oficjalnie rozpoczynającego sezon pierwszy 9 września. Do 8 czerwca 2010 stacja Fox wyświetliła dwadzieścia dwa odcinki Glee. Kolejne sezony emitowano w okresie od września do maja. Szósta, finałowa seria Glee gościła na ekranach telewizyjnych od stycznia do marca 2015 roku i składała się z trzynastu odcinków. W swych podstawowych założeniach serial opierał się na występach muzycznych poszczególnych członków obsady. Śpiewane przez nich piosenki wyselekcjonowane były przez Murphy’ego, dbającego o utrzymanie równowagi między przebojowością a klasycznością wybranych materiałów; w Glee wykorzystywano zarówno utwory z czołówek list przebojów, jak również standardy sceniczne i szlagiery filmowe. Produkcją muzyczną serialu zajmowali się Adam Anders oraz Peer Åström. Covery w wykonaniu aktorów publikowano na łamach sklepu internetowego iTunes Store podczas tygodni transmisyjnych, serię albumów z muzyką z Glee wydała też wytwórnia Columbia Records. Soundtracki odniosły globalny sukces komercyjny; od początku emisji serialu do października 2011 w systemie digital download wyprzedano trzydzieści sześć milionów promocyjnych singli i jedenaście milionów wydawnictw albumowych. Serial dystrybuowano na dyskach DVD i Blu-ray, wydano też aplikację Glee na iPada oraz gry karaoke, stworzone na rynek konsoli Wii. Po ukończeniu zdjęć do drugiego sezonu serialu członkowie obsady ruszyli w trasę koncertową po Ameryce Północnej i Europie. W oparciu o materiały nagrane podczas tournée zrealizowano dokument Glee – koncertowy film (2011).
W trakcie trwania emisji pierwszego sezonu serial spotkał się z bardzo pozytywnymi recenzjami krytyków telewizyjnych. Sezon nominowano do dziewiętnastu nagród Emmy, czterech Złotych Globów, sześciu Nagród Satelity oraz licznych innych nagród, a ostatecznie wyróżniono go m.in. Złotym Globem za najlepszy serial komediowy lub musical, a także statuetkami Emmy przyznanymi aktorce Jane Lynch i twórcy Ryanowi Murphy’emu w 2010. W 2011 Glee ponownie nagrodzono Złotym Globem w kategorii serial komediowy lub musical, tym razem za sezon drugi; uhonorowano też aktorów drugoplanowych: Lynch i Chris Colfera. Sezony drugi, trzeci, czwarty oraz szósty zebrały korzystne opinie recenzentów, choć sezon piąty był przez krytyków oceniany ujemnie. W sumie Glee uzyskał siedemdziesiąt jeden nagród ze stu dziewięćdziesięciu nominacji do nagród telewizyjnych w różnych kategoriach serialowych i aktorskich.
W październiku 2013 ku pamięci zmarłego członka obsady Cory’ego Monteitha wyemitowano odcinek zatytułowany The Quarterback. Tydzień po transmisji odcinka Ryan Murphy ogłosił, że szósty sezon Glee będzie sezonem finalnym. Glee dobiegł końca po stu dwudziestu jeden nadanych odcinkach i siedmiuset dwudziestu ośmiu występach muzycznych.

## Produkcja

### Koncept
Ian Brennan inicjował Glee jako projekt oparty na jego własnych doświadczeniach z czasów, gdy był członkiem uczniowskiego chóru w Prospect High School, liceum w Mount Prospect w stanie Illinois. Początkowo widział w nim materiał na film pełnometrażowy, którego rys scenariusza napisał w sierpniu 2005 przy pomocy książkowego poradnika Screenwriting for Dummies (Scenopisarstwo dla bystrzaków). Ostateczną wersję scenariusza Brennan przygotował jeszcze tego samego roku, jednak przez dłuższy czas nie zdołał nim nikogo zainteresować. Po kilku latach Mike Novick, producent telewizyjny i przyjaciel Brennana z Los Angeles, wręczył kopię skryptu Ryanowi Murphy’emu, który uczęszczał na tę samą siłownię, co on. Murphy, niegdysiejszy członek college’owego chóru, potrafił sentymentalnie odnieść się do treści scenariusza. Zarówno on, jak i jego partner zawodowy Brad Falchuk, z którym wiązał go serial Bez skazy, stwierdzili, że fabuła Glee posiada predyspozycje serialu telewizyjnego. Skrypt Brennana został w całości przepisany i w 2008 trafił do kierowników stacji Fox. W ciągu piętnastu godzin od dostarczenia scenariusza zadecydowano o uczynieniu z Glee nadchodzącej produkcji Foxu. Murphy przypisywał tej decyzji powiązanie z sukcesem muzycznego programu American Idol, który przysparzał kanałowi najwyższe możliwe wyniki oglądalności. „Był w tym sens: telewizja, która nadaje największy hit wśród widzów – muzyczny talent show, tworzy projekt w podobnym tonie”, powiedział Murphy. Ryan Murphy i Brad Falchuk zostali producentami wykonawczymi i showrunnerami serialu, Iana Brennana zatrudniono na stanowisko koproducenta wykonawczego, a Mike Novick objął generalną funkcję producencką. Brennan, Murphy i Falchuk postanowili rozpocząć pracę przy Glee od napisania „wszystkich jego odcinków”. Wszyscy trzej, pracując w grupie lub indywidualnie, byli wyłącznymi autorami każdego odcinka sezonów pierwszego i drugiego.
Akcja serialu toczy się w fikcyjnym liceum imienia Williama McKinleya w mieście Lima w stanie Ohio. Jako miejsce akcji Murphy wybrał Środkowo-Zachodnie Stany Zjednoczone; dojrzewał bowiem w Indianie i często gościł w Ohio, odwiedzając park rozrywki Kings Island w Mason. Mimo iż osadzony w Limie – miejscowości rzeczywistej – serial kręcony był w Paramount Studios i Helen Bernstein High School, publicznej szkole średniej w Hollywood. Choć początkowo Glee porównywano do filmów z serii High School Musical, w 2009 roku Murphy wyznał, że nigdy nie widział żadnego z nich. Dodał, iż jego celem było stworzenie „postmodernistycznego musicalu”, a nie „serialu, w którym bohaterowie przypadkiem wpadają na piosenki”; jako jedno ze źródeł inspiracji podał film Roba Marshalla Chicago (2002). Według zamierzeń Murphy’ego, serial miał stanowić formę telewizyjnego eskapizmu: „Na antenie pokazuje się teraz tak wiele programów o uzbrojonych ludziach, fantastyce naukowej, zabieganych prawnikach. Glee wpisuje się w inny gatunek; nic podobnego do niego nie widnieje obecnie na ekranach telewizyjnych. Świat jest aktualnie takim mrocznym miejscem. Właśnie dlatego wypalił American Idol; to czysty eskapizm.” W założeniach Murphy’ego Glee jawił się jako serial familijny, który miał zainteresować zarówno młodszą, jak i starszą widownię, ponieważ dorośli bohaterowie byli w nim postaciami równie istotnymi co nastoletni protagoniści. Do końca października 2009 Ryan Murphy opracował zarys fabularny mający pokryć trzy lata emisji serialu.

### Scenariusz
W wywiadzie udzielonym witrynie wired.com w grudniu 2009 Brad Falchuk wyznał, że dotychczasowe odcinki Glee pisane były wyłącznie przez niego, Ryana Murphy’ego lub Iana Brennana, i że pozwoliło to w zachowaniu jednolitości epizodów. Aż do końca drugiego sezonu trio pozostało wyłącznymi autorami scenariuszy kolejnych odcinków. Falchuk, Murphy i Brennan tworzyli w tym okresie głównie indywidualnie, choć pilot i drugi odcinek sezonu pierwszego, Showmance, napisane zostały przez całą trójkę. Podział pracy zależał w dużej mierze od tego, który ze scenarzystów zdążył nakreślić szkic skryptu lub wstępnie zaplanować fabułę odcinka. Brennan zaznaczył, że proces pisania przebiega swobodnie i prędko. Odnosząc się do segregacji ról przypisanych przez siebie członkom grupy, Murphy określił Falchuka jako wrażliwca, a Brennana jako wesołka. Sobie przyznał tytuł „mózgu” zespołu. Ian Brennan uznał tę klasyfikację za bardzo prawidłową. Niektórzy z bohaterów serialu byli opracowywani przez konkretnego scenarzystę bardziej niż przez innych. Brennan w szczególności zajmował się wątkami granej przez Jane Lynch Sue Sylvester. Falchuk wielokrotnie pisał sceny z udziałem Kurta i Burta Hummelów (Chris Colfer i Mike O’Malley), choć szkielet postaci Kurta został solidnie zarysowany przez Murphy’ego.
Do prac nad sezonem trzecim zatrudniono sześciu kolejnych scenarzystów: Ali Adler, Roberto Aguirre-Sacasę, Marti Noxon, Michaela Hitchcocka, Matthew Hodgsona and Rossa Maxwella. Aguirre-Sacasa pisał później skrypty poszczególnych odcinków sezonu czwartego i piątego, a Hitchock, Hodgson i Maxwell – sezonów od czwartego do szóstego. Czwarty odcinek sezonu trzeciego, Pot o’ Gold, został napisany przez Adler i był pierwszym w historii serialu epizodem, którego autorem nie był żaden z trzech początkowych scenarzystów. Przy realizacji sezonu czwartego Ali Adler i Marti Noxon nie nawiązały współpracy ze stacją Fox. Na ich miejsce zatrudniono Stacy Traub oraz scenarzystów, którzy wsławili się pracą przy seryjnej tragikomedii Dr House: Russela Frienda i Garretta Lernera. Autorem odcinka sezonu piątego, Old Dog, New Tricks, był Chris Colfer, odtwórca roli Kurta Hummela.

### Muzyka, ścieżka dźwiękowa i choreografia
Jako musical serial opierał się w dużej mierze na występach muzycznych w wykonaniu poszczególnych członków obsady. Odśpiewywane przez nich piosenki selekcjonowane były przez Murphy’ego, dbającego o utrzymanie równowagi między przebojowością a klasycznością wybranych materiałów. W Glee wykorzystywano zarówno utwory z czołówek list przebojów, jak również standardy sceniczne i szlagiery filmowe. W 2009 Murphy powiedział: „Chciałem, by w każdym odcinku znalazło się coś dla każdego widza. Nie było to łatwe wyzwanie, lecz najbardziej liczył się dla mnie balans pomiędzy piosenkami.” Według Murphy’ego, wybór utworów muzycznych stanowił integralną część rozwoju scenariuszy: „Sednem każdego epizodu jest dany temat przewodni. Do napisanego scenariusza dobierałem piosenki, które wspomagały rozwój przedstawianej historii.”

## Fabuła
Nauczyciel języka hiszpańskiego, w jednej z amerykańskich szkół średnich, Will Schuester (Matthew Morrison), chcąc przywrócić szkolny Glee Club do dawnej świetności, postanawia zostać jego kierownikiem. Zbiera grupę uczniów i w ten sposób powstaje zespół. Nowy skład klubu jednak nie jest zbiorem najpopularniejszych i najbardziej atrakcyjnych fizycznie uczniów szkoły. Przeciwnie – są to niezbyt lubiani młodzi ludzie, często pełni kompleksów i ze skomplikowanym bagażem przeszłości. Członkowie zespołu celowo reprezentują obiegowe i pobieżne, a przez to często zwodnicze, wyobrażenia o nich. Mamy tutaj inwalidę reprezentującego klasycznego kujona szkolnego, otyłą czarnoskórą dziewczynę, Azjatkę, ubierającą się w stylu gotyckim, geja o dziewczęcych upodobaniach, niezbyt inteligentną szkolną gwiazdę footballu, Żydówkę wychowaną przez parę gejów i ciężarną królową cheerleaderek. Jednak nowy kierownik grupy nie spodziewa się przeciwności, jakim będzie musiał stawić czoło: od niechęci i sceptycyzmu uczniów, do podłych intryg trenerki szkolnej drużyny cheerleaderek, Sue Sylvester (Jane Lynch), której uszczknięto część funduszy i przekazano je na chór.

### Oceny i tło serialu
Serial szybko zyskał dużą popularność wśród widzów, na co dowodem są zdobyte nominacje i nagrody. To próba nie tylko zdolności reżyserskich twórców i aktorskich zespołu, ale przede wszystkim odważnego komentarza socjologicznego, zawartego w scenariuszu. Serial, wykorzystując negatywne stereotypy wśród młodzieży, wywołał dyskusje na tematy rasizmu, homofobii, etnicznych stereotypów, macierzyństwa nieletnich, stosunków rodzinnych.

## Emisja

### Premiera

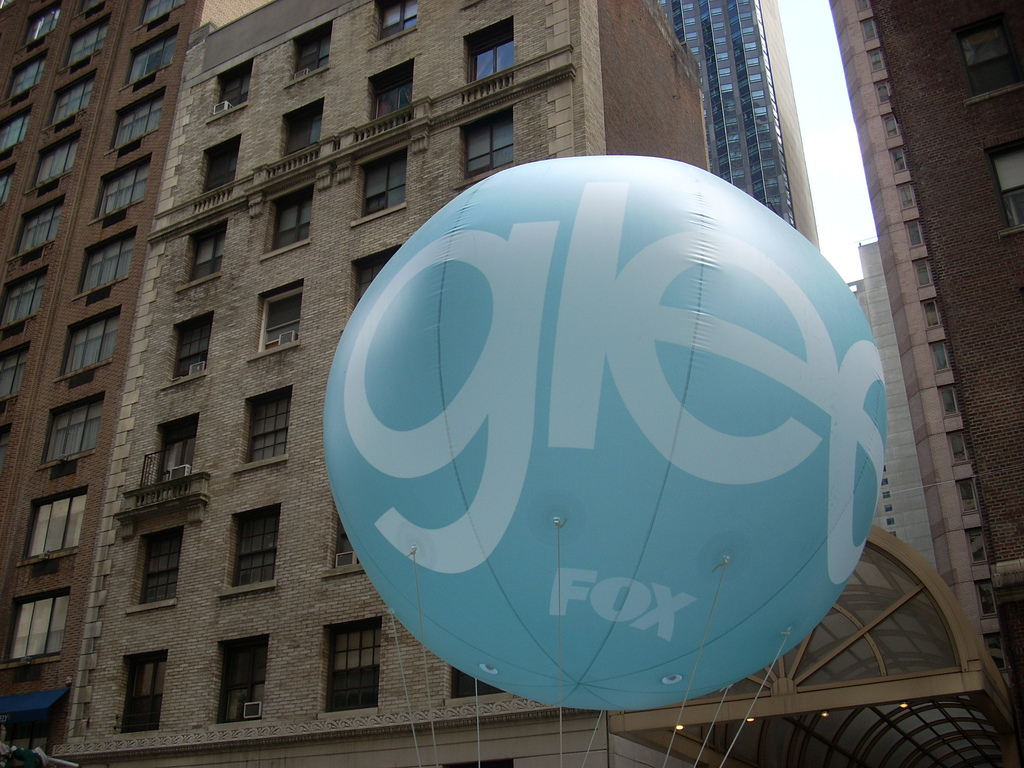
Balon promujący serial Glee w Nowym Jorku

Pilotażowy odcinek miał premierę w dniu 19 maja 2009 roku po programie American Idol. Miał on oglądalność 9,62 mln. Dalsza część pierwszego sezonu była emitowana od 9 września 2009 roku.
19 kwietnia 2013 Fox przedłużył serial o piąty i szósty sezon.

### Emisja w Polsce
- Polska premiera serialu odbyła się 18 lutego 2011 roku na kanale FOX HD o 21:00. Każdy nowy odcinek pojawiał się w piątek o tej samej godzinie[26]. Od 6 maja 2011 roku pokazywane były 2 odcinki Glee, w piątek o 21.00 oraz o 22.00. Finał pierwszego sezonu został wyemitowany 10 czerwca 2011 roku. Od 28 czerwca 2011 roku serial emitowany był ponownie – od poniedziałku do piątku o godzinie 19.00 (powtórki o 9.35 i 14.10). 12 września 2011 roku na kanale FOX HD odbyła się premiera 2 sezonu serialu. Finał drugiego sezonu został wyemitowany 6 lutego 2012 roku.
- Od 11 września 2011 roku do 3 marca 2012 roku pierwszy sezon serialu Glee emitowany był także na kanale TVP1. Do 30 października 2011 roku emisja odbywała się w niedziele ok. 15.00 (odcinki 1-8), a od 4 listopada 2011 roku w piątki o 15.30 (odcinki 9-22). 2 czerwca 2013 TVP1 rozpoczęła powtórkową emisję pierwszego sezonu emitując po dwa odcinki serialu najpierw po godzinie 23:00, a później 22:00. Od 14 lipca 2013 emitowano po trzy odcinki serialu.
- W 2020 wszystkie 6 sezonów jest dostępna w formie VOD w ramach serwisów Fox Play (dostępnego w ramach abonamentu sieci kablowych oraz m.in. platformy Canal+ i Canal+ przez internet), Amazon Prime Video, oraz Netflix.

## Oglądalność na świecie
Glee emitowany był w większości krajów świata.

### Ameryka
W Ameryce serial emitowały stacje City i Global Television Network w Kanadzie. Ponadto emisji Glee podjęły się telewizje w Ameryce Środkowej oraz w Brazylii.

### Australia i Oceania
W Australii, cała obsada odbyła turę promocyjną przed pierwszą emisją we wrześniu 2009; w Nowej Zelandii; w Fidżi.

### Afryka
W Afryce Południowej.

### Europa
w Bułgarii; w Irlandii; w Anglii; w Finlandii; w Szwecji; w Norwegii; w Portugalii; We Włoszech; w Niemczech; w Danii; w Hiszpanii; we Francji; w Rosji; w Holandii; w Gruzji; w Czechach; w Polsce.

### Azja
W Turcji; na Filipinach; w Japonii; w Indiach; w Malezji; w Singapurze; w Indonezji

## Spuścizna
Glee uznany został za serial niosący przekaz, pomagający zaakceptować młodym odbiorcom samego siebie. Aktor Darren Criss stwierdził, że pamięć o serialu „przetrwa lata dzięki kolejnym pokoleniom”.
W marcu 2021 roku ogłoszono, że 8 kwietnia na platformie VOD Hulu odbędzie się transmisja z 32. ceremonii wręczenia nagród GLAAD, a jej częścią będzie uroczyste spotkanie z obsadą serialu. Aktorzy uczczą pamięć tragicznie zmarłej Nayi Rivery (serialowej Santany Lopez), a poświęcony postaci segment będzie okazją do dyskusji na temat osób LGBTQ i queerowych Latynosów w obecnie oglądanych serialach.
W styczniu 2023 roku premierę odnotuje serial dokumentalny The Price of Glee, poświęcony produkcji Fox oraz tragediom związanym ze śmiercią aktorów (Rivera, Monteith, Salling).

## Obsada
LEGENDA:

    Główna rola.

    Drugoplanowa rola.

    Gościnna rola.

    Postać się nie pojawiła.

### Główna
| Aktorka/aktor    | Postać                                    | Sezon 1     | Sezon 2     | Sezon 3     | Sezon 4     | Sezon 5     | Sezon 6     |
| ---------------- | ----------------------------------------- | ----------- | ----------- | ----------- | ----------- | ----------- | ----------- |
| Matthew Morrison | Will Schuester                            | 22 odcinki  | 22 odcinki  | 22 odcinki  | 17 odcinków | 14 odcinków | 12 odcinków |
| Lea Michele      | Rachel Berry                              | 22 odcinki  | 22 odcinki  | 22 odcinki  | 19 odcinków | 20 odcinków | 13 odcinków |
| Chris Colfer     | Kurt Hummel                               | 22 odcinki  | 21 odcinków | 22 odcinki  | 19 odcinków | 20 odcinków | 12 odcinków |
| Cory Monteith    | Finn Hudson                               | 22 odcinki  | 22 odcinki  | 22 odcinki  | 15 odcinków |             |             |
| Jane Lynch       | Sue Sylvester                             | 20 odcinków | 22 odcinki  | 17 odcinków | 16 odcinków | 14 odcinków | 12 odcinków |
| Amber Riley      | Mercedes Jones                            | 22 odcinki  | 22 odcinki  | 22 odcinki  | 8 odcinków  | 12 odcinków | 7 odcinków  |
| Kevin McHale     | Artie Abrams                              | 22 odcinki  | 22 odcinki  | 22 odcinki  | 22 odcinki  | 18 odcinków | 7 odcinków  |
| Jenna Ushkowitz  | Tina Cohen-Chang                          | 22 odcinki  | 22 odcinki  | 21 odcinków | 22 odcinki  | 14 odcinków | 5 odcinków  |
| Jayma Mays       | Emma Pillsbury                            | 16 odcinków | 13 odcinków | 17 odcinków | 10 odcinków | 2 odcinki   | 3 odcinki   |
| Dianna Agron     | Quinn Fabray                              | 22 odcinki  | 22 odcinki  | 21 odcinków | 3 odcinki   | 2 odcinki   | 3 odcinki   |
| Mark Salling     | Noah „Puck” Puckerman                     | 22 odcinki  | 22 odcinki  | 22 odcinki  | 8 odcinków  | 3 odcinki   | 5 odcinków  |
| Jessalyn Gilsig  | Terri Schuester, później Terri Del Monico | 13 odcinków | 6 odcinków  |             | 1 odcinek   |             | 2 odcinki   |
| Naya Rivera      | Santana Lopez                             | 22 odcinki  | 22 odcinki  | 22 odcinki  | 13 odcinków | 15 odcinków | 5 odcinków  |
| Heather Morris   | Brittany Susan Pierce                     | 21 odcinków | 22 odcinki  | 22 odcinki  | 19 odcinków | 3 odcinki   | 5 odcinków  |
| Darren Criss     | Blaine Anderson                           |             | 13 odcinków | 21 odcinków | 22 odcinki  | 20 odcinków | 12 odcinków |
| Harry Shum Jr.   | Mike Chang                                | 19 odcinków | 22 odcinki  | 22 odcinki  | 8 odcinków  | 3 odcinki   | 2 odcinki   |
| Chord Overstreet | Sam Evans                                 |             | 21 odcinków | 15 odcinków | 22 odcinki  | 19 odcinków | 12 odcinków |
| Melissa Benoist  | Marley Rose                               |             |             |             | 22 odcinki  | 13 odcinków | 1 odcinek   |
| Becca Tobin      | Kitty Wilde                               |             |             |             | 20 odcinków | 13 odcinków | 9 odcinków  |
| Alex Newell      | Wade „Unique” Adams                       |             |             | 3 odcinki   | 18 odcinków | 13 odcinków | 2 odcinki   |
| Jacob Artist     | Jake Puckerman                            |             |             |             | 22 odcinki  | 13 odcinków | 1 odcinek   |
| Blake Jenner     | Ryder Lynn                                |             |             |             | 18 odcinków | 13 odcinków | 1 odcinek   |
| Dot-Marie Jones  | Shannon Beiste, później Sheldon Beiste    |             | 15 odcinków | 13 odcinków | 6 odcinków  | 4 odcinki   | 8 odcinków  |

### Drugoplanowa
| Aktorka/aktor       | Postać               | Sezon 1     | Sezon 2     | Sezon 3     | Sezon 4     | Sezon 5     | Sezon 6     |
| ------------------- | -------------------- | ----------- | ----------- | ----------- | ----------- | ----------- | ----------- |
| Lauren Potter       | Becky Jackson        | 4 odcinki   | 14 odcinków | 10 odcinków | 11 odcinków | 11 odcinków | 6 odcinków  |
| Mike O’Malley       | Burt Hummel          | 5 odcinków  | 8 odcinków  | 10 odcinków | 3 odcinki   | 4 odcinki   | 3 odcinki   |
| Iqbal Theba         | Principal Figgins    | 17 odcinków | 12 odcinków | 13 odcinków | 7 odcinków  | 5 odcinków  | 4 odcinki   |
| Romy Rosemont       | Carole Hudson-Hummel | 5 odcinków  | 3 odcinki   | 5 odcinków  | 1 odcinek   | 2 odcinki   | 2 odcinki   |
| Max Adler           | Dave Karofsky        | 5 odcinków  | 13 odcinków | 3 odcinki   |             | 1 odcinek   | 4 odcinki   |
| Ashley Fink         | Lauren Zizes         | 4 odcinki   | 17 odcinków | 2 odcinki   | 1 odcinek   |             | 1 odcinek   |
| Jonathan Groff      | Jesse St. James      | 7 odcinków  | 3 odcinki   | 2 odcinki   |             |             | 2 odcinki   |
| Josh Sussman        | Jacob Ben Israel     | 10 odcinków | 6 odcinków  | 2 odcinki   | 2 odcinki   | 1 odcinek   |             |
| Stephen Tobolowsky  | Sandy Ryerson        | 7 odcinków  | 1 odcinek   |             |             |             |             |
| Patrick Gallagher   | Ken Tanaka           | 10 odcinków |             |             |             |             |             |
| Dijon Talton        | Matt Rutherford      | 18 odcinków |             |             |             |             | 2 odcinki   |
| Vanessa Lengies     | Sugar Motta          |             |             | 15 odcinków | 9 odcinków  |             | 2 odcinki   |
| Damian McGinty      | Rory Flanagan        |             |             | 17 odcinków | 1 odcinek   |             |             |
| Samuel Larsen       | Joe Hart             |             |             | 10 odcinków | 13 odcinków |             | 2 odcinki   |
| NeNe Leakes         | Roz Washington       |             |             | 6 odcinków  | 3 odcinki   | 3 odcinki   | 1 odcinek   |
| Grant Gustin        | Sebastian Smythe     |             |             | 4 odcinki   | 2 odcinki   | 1 odcinek   |             |
| Dean Geyer          | Brody Weston         |             |             |             | 14 odcinków |             |             |
| Nolan Gerard Funk   | Hunter Clarington    |             |             |             | 4 odcinki   |             |             |
| Noah Guthrie        | Roderick Meeks       |             |             |             |             |             | 12 odcinków |
| Samantha Marie Ware | Jane Hayward         |             |             |             |             |             | 11 odcinków |
| Laura Dreyfuss      | Madison McCarthy     |             |             |             |             |             | 11 odcinków |
| Billy Lewis Jr.     | Mason McCarthy       |             |             |             |             |             | 11 odcinków |
| Marshall Williams   | Spencer Porter       |             |             |             |             |             | 11 odcinków |
| Finneas O’Connell   | Alistair             |             |             |             |             |             | 4 odcinki   |
| J.J. Totah          | Myron Muskovitz      |             |             |             |             |             | 4 odcinki   |

### Gościnna
| Aktorka/aktor         | Postać                                  | Sezon 1    | Sezon 2   | Sezon 3    | Sezon 4    | Sezon 5    | Sezon 6   |
| --------------------- | --------------------------------------- | ---------- | --------- | ---------- | ---------- | ---------- | --------- |
| Kristin Chenoweth     | April Rhodes                            | 2 odcinki  | 1 odcinek |            |            | 2 odcinki  | 2 odcinki |
| Eve                   | Grace Hitchens                          | 2 odcinki  |           |            |            |            |           |
| Michael Hitchcock     | Dalton Rumba                            | 2 odcinki  |           |            | 1 odcinek  | 1 odcinek  | 1 odcinek |
| Olivia Newton-John    | ona sama                                | 2 odcinki  |           |            |            |            |           |
| Molly Shannon         | Brenda Castle                           | 2 odcinki  |           |            |            |            |           |
| Neil Patrick Harris   | Bryan Ryan                              | 1 odcinek  |           |            |            |            |           |
| Debra Monk            | pani Schuester (mama Willa)             | 1 odcinek  |           |            |            |            |           |
| Victor Garber         | pan Schuester (ojciec Willa)            | 1 odcinek  |           |            |            |            |           |
| Josh Groban           | on sam                                  | 2 odcinki  |           |            |            |            |           |
| Idina Menzel          | Shelby Corcoran (matka Rachel)          | 5 odcinków |           | 6 odcinków | 1 odcinek  |            |           |
| John Stamos           | dr Carl Howell                          |            | 4 odcinki |            |            |            |           |
| Carol Burnett         | Doris Sylvester                         |            | 1 odcinek |            |            |            | 1 odcinek |
| Charice Pempengco     | Sunshine Corazon                        |            | 3 odcinki |            |            |            |           |
| Britney Spears        | ona sama                                |            | 1 odcinek |            |            |            |           |
| Katie Couric          | ona sama                                |            | 1 odcinek |            |            |            |           |
| Gwyneth Paltrow       | Holly Holliday                          |            | 3 odcinki |            |            | 2 odcinki  |           |
| Whoopi Goldberg       | Carmen Tibideaux                        |            |           | 3 odcinki  | 2 odcinki  | 1 odcinek  |           |
| Lindsay Pearce        | Harmony                                 |            |           | 3 odcinki  |            |            |           |
| Ricky Martin          | David Martinez                          |            |           | 1 odcinek  |            |            |           |
| Jeff Goldblum         | Hiram Berry (ojciec Rachel)             |            |           | 2 odcinki  |            |            |           |
| Brian Stokes Mitchell | LeRoy Berry (ojciec Rachel)             |            |           | 2 odcinki  |            |            | 1 odcinek |
| Matthew Bomer         | Cooper Anderson (starszy brat Blaine’a) |            |           | 1 odcinek  |            |            |           |
| Gloria Estefan        | Maribel Lopez (mama Santany)            |            |           | 1 odcinek  |            |            | 1 odcinek |
| Kate Hudson           | Cassandra July                          |            |           |            | 5 odcinków |            |           |
| Sarah Jessica Parker  | Isabelle Wright                         |            |           |            | 3 odcinki  |            |           |
| Katey Sagal           | Nancy Abrams (mama Artiego)             |            |           |            | 1 odcinek  |            |           |
| Adam Lambert          | Elliott Gilbert                         |            |           |            |            | 5 odcinków |           |
| Demi Lovato           | Dani                                    |            |           |            |            | 4 odcinki  |           |
| Harry Hamlin          | Walter                                  |            |           |            |            |            | 4 odcinki |
| Gina Gershon          | Pam Anderson (mama Blaine’a)            |            |           |            |            |            | 1 odcinek |
| Jennifer Coolidge     | Whitney S. Pierce (mama Brittany)       |            |           |            |            |            | 2 odcinki |
| Ken Jeong             | Pierce Pierce (ojciec Brittany)         |            |           |            |            |            | 2 odcinki |

## Spis odcinków
1. odc.1x01 (01) Pilot 18.02.2011 11.09.2011
2. odc.1x02 (02) Showmance 25.02.2011 18.09.2011
3. odc.1x03 (03) Acafellas 04.03.2011 25.09.2011
4. odc.1x04 (04) Preggers 11.03.2011 02.10.2011
5. odc.1x05 (05) The Rhodes Not Taken 18.03.2011 09.10.2011
6. odc.1x06 (06) Vitamin D 25.03.2011 16.10.2011
7. odc.1x07 (07) Throwdown 01.04.2011 23.10.2011
8. odc.1x08 (08) Mash-Up 08.04.2011 30.10.2011
9. odc.1x09 (09) Wheels 15.04.2011 25.11.2011
10. odc.1x10 (10) Ballad 22.04.2011 02.12.2011
11. odc.1x11 (11) Hairography 29.04.2011 09.12.2011
12. odc.1x12 (12) Mattress 06.05.2011 16.12.2011
13. odc.1x13 (13) Sectionals 06.05.2011 23.12.2011
14. odc.1x14 (14) Hell-O 13.05.2011 30.12.2011
15. odc.1x15 (15) The Power of Madonna 13.05.2011 13.01.2011
16. odc.1x16 (16) Home 20.05.2011 20.01.2011
17. odc.1x17 (17) Bad Reputation 20.05.2011 27.01.2012
18. odc.1x18 (18) Laryngitis 27.05.2011 03.02.2012
19. odc.1x19 (19) Dream On 27.05.2011 10.02.2012
20. odc.1x20 (20) Theatricality 03.06.2011 17.02.2012
21. odc.1x21 (21) Funk 03.06.2011 24.02.2012
22. odc.1x22 (22) Journey 10.06.2011 02.03.2012

Premiera 21 września 2010
1. odc.2x01 (23) Audition 12.09.2011
2. odc.2x02 (24) Britney/Brittany 19.09.2011
3. odc.2x03 (25) Grilled Cheesus 26.09.2011
4. odc.2x04 (26) Duets 03.10.2011
5. odc.2x05 (27) The Rocky Horror Glee Show 10.10.2011
6. odc.2x06 (28) Never Been Kissed 17.10.2011
7. odc.2x07 (29) The Substitute 24.10.2011
8. odc.2x08 (30) Furt 31.10.2011
9. odc.2x09 (31) Special Education 07.11.2011
10. odc.2x10 (32) A Very Glee Christmas 14.11.2011
11. odc.2x11 (33) The Sue Sylvester Bowl Shuffle21.11.2011
12. odc.2x12 (34) Silly Love Songs 28.11.2011
13. odc.2x13 (35) Comeback 05.12.2011
14. odc.2x14 (36) Blame It On The Alcohol 12.12.2011
15. odc.2x15 (37) Sexy 19.12.2011
16. odc.2x16 (38) Original Song 26.12.2011
17. odc.2x17 (39) A Night of Neglects 02.01.2012
18. odc.2x18 (40) Born This Way 09.01.2012
19. odc.2x19 (41) Rumors 16.01.2012
20. odc.2x20 (42) Prom Queen 23.01.2012
21. odc.2x21 (43) Funeral 30.01.2012
22. odc.2x22 (44) New York 06.02.2012

Premiera 20 września 2011
1. odc.3x01 (45) The Purple Piano Project
2. odc.3x02 (46) I Am Unicorn
3. odc.3x03 (47) Asian F
4. odc.3x04 (48) Pot o’ Gold
5. odc.3x05 (49) The First Time
6. odc.3x06 (50) Mash Off
7. odc.3x07 (51) I Kissed The Girl
8. odc.3x08 (52) Hold On To Sixteen
9. odc.3x09 (53) Extraordinary Merry Christmas
10. odc.3x10 (54) Yes/No
11. odc.3x11 (55) Michael
12. odc.3x12 (56) The Spanish Teacher
13. odc.3x13 (57) Heart
14. odc.3x14 (58) On My Way
15. odc.3x15 (59) Big Brother
16. odc.3x16 (60) Saturday Night Glee-ver
17. odc.3x17 (61) Dance With Somebody
18. odc 3x18 (62) Choke
19. odc 3x19 (63) Prom-asaurus
20. odc 3x20 (64) Props
21. odc 3x21 (65) Nationals

Premiera 13 września 2012
1. odc 4x01 (66) The New Rachel
2. odc 4x02 (67) Britney 2.0
3. odc 4x03 (68) Makeover
4. odc 4x04 (69) The Break-Up
5. odc 4x05 (70) The Role You Were Born to Play
6. odc 4x06 (71) Glease
7. odc 4x07 (72) Dynamic Duets
8. odc 4x08 (73) Thanksgiving
9. odc 4x09 (74) Swan Song
10. odc 4x10 (76) Glee, Actually
11. odc 4x11 (77) Sadie Hawkins
12. odc 4x12 (78) Naked
13. odc 4x13 (79) Diva
14. odc 4x14 (80) I Do
15. odc 4x15 (81) Girls (and Boys) on Film
16. odc 4x16 (82) Feud
17. odc 4x17 (83) Guilty Pleasures
18. odc 4x18 (84) Shooting Star
19. odc 4x19 (85) Sweet Dreams
20. odc 4x20 (86) Lights out
21. odc 4x21 (87) Wonder-ful
22. odc 4x22 (88) All or nothing

## Oglądalność USA
| Sezon   | Emisja                                                                                         | Premiera sezonu  | Finał sezonu    | Sezon telewizyjny | Miejsce | Widownia (mln) |
| ------- | ---------------------------------------------------------------------------------------------- | ---------------- | --------------- | ----------------- | ------- | -------------- |
| Sezon 1 | Środa 9/8c (19 maja, 2009 – 9 grudnia, 2009) Wtorek 9/8c (20 kwietnia, 2010 – 8 czerwca, 2010) | 19 maja 2009     | 8 czerwca, 2010 | 2009–2010         | #33     | 9,77           |
| Sezon 2 | Wtorek 8/7c (2010) Środa 9/8c (2011)                                                           | 21 września 2010 | 24 maja 2011    | 2010–2011         | #43     | 10,112         |
| Sezon 3 | Wtorek 8:00 pm (2011–2012)                                                                     | 20 września 2011 | 29 maja 2012    | 2011–2012         |         | 7,76           |

## Nagrody
Serial do tej pory zdobył 57 nagród z 144 nominacji w różnych kategoriach serialowych i aktorskich. Zdobył m.in. dwukrotnie Złotego Globa za Najlepszy serial komediowy lub musical w 2009 r. i 2010 r., 4 Złote Satelity oraz największą liczbę nominacji (łącznie 19) do nagrody Primetime Emmy w kategoriach serialowych w roku 2010.
Serial dwukrotnie nagradzano nagrodą Gay & Lesbian Alliance Against Defamation.

### Najważniejsze nagrody i nominacje

#### Złote Globy
| Rok              | Kategoria                                                           | Nominowany       | Rezultat   |
| ---------------- | ------------------------------------------------------------------- | ---------------- | ---------- |
| Złote Globy 2010 | Najlepszy serial komediowy                                          | –                | Wygrana    |
| Złote Globy 2010 | Najlepszy aktor w serialu komediowym lub musicalu                   | Matthew Morrison | Nominowany |
| Złote Globy 2010 | Najlepsza aktorka w serialu komediowym lub musicalu                 | Lea Michele      | Nominowana |
| Złote Globy 2010 | Najlepsza aktorka drugoplanowa w serialu, miniserialu lub filmie tv | Jane Lynch       | Nominowana |
| Złote Globy 2011 | Najlepszy serial komediowy                                          | –                | Wygrana    |
| Złote Globy 2011 | Najlepszy aktor w serialu komediowym lub musicalu                   | Matthew Morrison | Nominowany |
| Złote Globy 2011 | Najlepsza aktorka w serialu komediowym lub musicalu                 | Lea Michele      | Nominowany |
| Złote Globy 2011 | Najlepszy aktor drugoplanowy w serialu, miniserialu lub filmie tv   | Chris Colfer     | Wygrana    |
| Złote Globy 2011 | Najlepsza aktorka drugoplanowa w serialu, miniserialu lub filmie tv | Jane Lynch       | Wygrana    |

#### Emmy
- Primetime Emmy

| Rok  | Kategoria                                              | Nominowany                             | Odcinek                | Rezultat   |
| ---- | ------------------------------------------------------ | -------------------------------------- | ---------------------- | ---------- |
| 2010 | Najlepszy aktor w serialu komediowym                   | Matthew Morrison                       | „Mash-Up”              | Nominowany |
| 2010 | Najlepsza aktorka w serialu komediowym                 | Lea Michele                            | „Sectionals”           | Nominowana |
| 2010 | Najlepszy aktor drugoplanowy w serialu komediowym      | Chris Colfer                           | „Laryngitis”           | Nominowany |
| 2010 | Najlepsza aktorka drugoplanowa w serialu komediowym    | Jane Lynch                             | „The Power of Madonna” | Wygrana    |
| 2010 | Najlepszy serial komediowy                             | –                                      | –                      | Nominowany |
| 2010 | Najlepsza reżyseria serialu komediowego                | Ryan Murphy                            | „Pilot”                | Wygrana    |
| 2010 | Najlepsza reżyseria serialu komediowego                | Paris Barclay                          | „Wheels”               | Nominowany |
| 2010 | Najlepszy scenariusz serialu komediowego               | Ryan Murphy, Brad Falchuk, Ian Brennan | „Pilot”                | Nominowani |
| 2011 | Najlepszy serial komediowy                             | –                                      | –                      | Nominowany |
| 2011 | Najlepszy aktor drugoplanowy w serialu komediowym      | Chris Colfer                           | „Grilled Cheesus”      | Nominowany |
| 2011 | Najlepsza aktorka drugoplanowa w serialu komediowym    | Jane Lynch                             | „Funeral”              | Nominowana |
| 2011 | Najlepszy gościnny występ aktorki w serialu komediowym | Kristin Chenoweth                      | „Rumours”              | Nominowana |
| 2011 | Najlepszy gościnny występ aktorki w serialu komediowym | Gwyneth Paltrow                        | „The Substitute”       | Wygrana    |
| 2011 | Najlepszy gościnny występ aktorki w serialu komediowym | Dot-Marie Jones                        | „Never Been Kissed”    | Nominowana |

- Creative Arts Emmy

| Rok  | Kategoria                                                                                      | Nominowany/-ni | Odcinek                      | Rezultat   |
| ---- | ---------------------------------------------------------------------------------------------- | --- | ---------------------------- | ---------- |
| 2010 | Najlepszy scenografia w serialu kręconym jedną kamerą                                          | Mark Hutman, Christopher Brown, Barbara Munch                                                                                   | „Pilot”                      | Nominowani |
| 2010 | Najlepszy casting do serialu komediowego                                                       | Robert J. Ulrich, Eric Dawson, Jim Carnahan                                                                                     | –                            | Nominowani |
| 2010 | Najlepszy gościnny występ aktora w serialu komediowym                                          | Mike O’Malley | „Wheels”                     | Nominowany |
| 2010 | Najlepszy gościnny występ aktora w serialu komediowym                                          | Neil Patrick Harris | „Dream On”                   | Wygrana    |
| 2010 | Najlepszy gościnny występ aktorki w serialu komediowym                                         | Kristin Chenoweth | „The Rhodes Not Taken”       | Nominowana |
| 2010 | Najlepsze kostiumy w serialu                                                                   | Lou A. Eyrich, Marisa Aboitiz                                                                                                   | „The Power of Madonna”       | Nominowani |
| 2010 | Najlepsze fryzury w serialu kręconym jedną kamerą                                              | Stacey K. Black, Mary G. Stultz, Roxanne N. Sutphen, Gina Bonacquisti                                                           | „The Power of Madonna”       | Nominowane |
| 2010 | Najlepsze fryzury w serialu kręconym jedną kamerą                                              | Lynda K. Walker, Ann Marie Luddy, Michael Ward, Gina Bonacquisti                                                                | „Hairography”                | Nominowani |
| 2010 | Największe osiągnięcie w mediach interaktywnych                                                | Coincident TV, FOX, Glee Hyperpromo And Superfan                                                                                | –                            | Nominowany |
| 2010 | Najlepsza charakteryzacja naturalna w serialu kręconym jedną kamerą                            | Eryn Krueger Mekash, Kelley Mitchell, Jennifer Greenberg, Robin Neal-Luce, Kelcey Fry, Zoe Haywas                               | „The Power of Madonna”       | Nominowane |
| 2010 | Najlepsza charakteryzacja naturalna w serialu kręconym jedną kamerą                            | Eryn Krueger Mekash, Kelley Mitchell, Trent Cotner, Jennifer Greenberg, Mike Mekash                                             | „Theatricality”              | Nominowani |
| 2010 | Najlepszy montaż dźwięku w serialu godzinnym                                                   | Phillip W. Palmer, Doug Andham, Joseph H. Earle                                                                                 | „The Power of Madonna”       | Wygrana    |
| 2011 | Najlepszy casting do serialu komediowego                                                       | Robert J. Ulrich and Eric Dawson                                                                                                | –                            | Wygrana    |
| 2011 | Najlepsze kostiumy w serialu                                                                   | Lou A. Eyrich and Marisa Aboitiz                                                                                                | „New York”                   | Nominowane |
| 2011 | Najlepsze fryzury w serialu kręconym jedną kamerą                                              | Janis Clark, Sterfon Demings, Monte Haught, Susan Zietlow-Maust and Stacy Black                                                 | „The Sue Sylvester Shuffle”  | Nominowani |
| 2011 | Najlepsza charakteryzjacja w serialu, miniserialu, filmie lub programie specjalnym (naturalna) | Eryn Krueger Mekash, Jen Greenberg, Kelley Mitchell, Robin Luce, Mike Mekash, Melissa Buell, Christien Tinsley and Hiroshi Yada | „The Sue Sylvester Shuffle”  | Nominowani |
| 2011 | Najlepsza charakteryzacja w serialu kręconym jedną kamerą (sztuczna)                           | Eryn Krueger Mekash, Jen Greenberg, Robin Luce and Mike Mekash                                                                  | „The Rocky Horror Glee Show” | Nominowani |
| 2011 | Najlepszy montaż dźwięku dla godzinnego serialu komediowego lub dramatycznego                  | Phillip W. Palmer, Joseph H. Earle and Doug Andham                                                                              | „The Substitute”             | Nominowani |

#### Satelite Awards
| Rok                  | Kategoria                                                           | Nominowany        | Rezultat   |
| -------------------- | ------------------------------------------------------------------- | ----------------- | ---------- |
| Satelite Awards 2009 | Najlepszy serial komediowy lub musical                              | –                 | Wygrana    |
| Satelite Awards 2009 | Najlepszy aktor w serialu komediowym lub musicalu                   | Matthew Morrison  | Wygrana    |
| Satelite Awards 2009 | Najlepsza aktorka w serialu komediowym lub musicalu                 | Lea Michele       | Wygrana    |
| Satelite Awards 2009 | Najlepsza aktorka drugoplanowa w serialu, miniserialu lub filmie tv | Jane Lynch        | Wygrana    |
| Satelite Awards 2009 | Najlepszy aktor drugoplanowy w serialu, miniserialu lub filmie tv   | Chris Colfer      | Nominowany |
| Satelite Awards 2009 | Najlepszy gościnny występ                                           | Kristin Chenoweth | Wygrana    |
| Satelite Awards 2010 | Najlepszy serial komediowy lub musical                              | –                 | Nominowany |
| Satelite Awards 2010 | Najlepszy aktor w serialu komediowym lub musicalu                   | Matthew Morrison  | Nominowany |
| Satelite Awards 2010 | Najlepsza aktorka w serialu komediowym lub musicalu                 | Lea Michele       | Nominowany |
| Satelite Awards 2010 | Najlepsza aktorka drugoplanowa w serialu, miniserialu lub filmie tv | Jane Lynch        | Nominowany |
| Satelite Awards 2010 | Najlepszy aktor drugoplanowy w serialu, miniserialu lub filmie tv   | Chris Colfer      | Nominowany |

Ponadto wiele nagród grupowych i indywidualnych, takich jak People’s Choice Awards:
2013
Chris Colfer (Kurt Hummel) – „Najlepszy aktor komediowy w serialu telewizyjnym”
Lea Michelle (Rachel Berry) – „Najlepsza aktorka komediowa w serialu telewizyjnym”
Jane Lynch (Sue) – Nominacja do „Najlepsza aktorka komediowa w serialu telewizyjnym”